# Plestia marginata
Plestia marginata är en insektsart som först beskrevs av Xavier Montrouzier 1861.  Plestia marginata ingår i släktet Plestia och familjen Ricaniidae. Inga underarter finns listade i Catalogue of Life.